# Unidad tributaria mensual
La unidad tributaria mensual (UTM) es una unidad de cuenta usada en Chile para efectos tributarios y de multas, actualizada según la inflación. Fue creada el 31 de diciembre de 1974 mediante el artículo 8.º del decreto ley 830. Inicialmente, fue una medida tributaria (multas, escala  de pagos, etc.) usada por el Servicio de Impuestos Internos (SII). Posteriormente, se ha extendido a pagos de multas, deudas, derechos arancelarios, entre otros, por parte del Estado de Chile, Municipalidades y otras organizaciones. A diferencia de la unidad de fomento (UF), no se usa como instrumento financiero. Se reajusta mensualmente según el IPC informado por el INE. Se paga o cobra en pesos chilenos.
De la UTM se deriva la unidad tributaria anual (UTA) que corresponde a la UTM vigente en el último mes del año  comercial respectivo multiplicado por 12 o según el número de meses que comprende el año comercial (UTM x 12 meses).

## Evolución
| Evolución de la UTM en pesos (en los meses de enero entre 1990 y 2000) |
|                                                                        |

| Evolución de la UTM en pesos (en los meses de enero a partir de 2000) |
|                                                                       |